# Хант, Хизер
Хизер Хант (в девичестве Оукс) (англ. Heather Regina Hunte (Oakes); род. 14 августа 1959, Лондон) — британская легкоатлетка (бег на короткие дистанции, эстафетный бег), победительница Кубка мира и Игр Содружества, бронзовый призёр двух Олимпиад.

## Карьера
Бронзовый призёр чемпионата Европы среди юниоров 1977 года в Донецке в эстафете 4×100 метров. Бронзовый призёр Кубка Европы 1979 года в Турине в эстафете 4×100 метров. Победительница Кубка мира 1979 года в Монреале в эстафете 4×100 метров. Бронзовый призёр чемпионата Европы в помещении в 1985 году в Пирее в беге на 60 метров. Победительница Игр Содружества 1986 года в Эдинбурге в беге на 100 метров и эстафете 4×100 метров.
На летней Олимпиаде 1980 года в Москве Хант выступала в беге на 100 метров и эстафете 4×100 метров. В первой дисциплине Хант заняла 8-е место, а во второй сборная Великобритании (за которую кроме Хант выступали также Кэти Смоллвуд-Кук, Беверли Годдард и Соня Ланнамен) завоевала бронзовые медали (42,43 с), уступив сборным ГДР (41,60 с — мировой рекорд) и СССР (42,10 с).
На следующей Олимпиаде в Лос-Анджелесе Хант опять выступала в тех же дисциплинах. В беге на 100 метров она заняла 7-е место, а в эстафете сборная Великобритании (Хант, Беверли Годдард, Симона Джекобс, Кэтрин Смоллвуд) снова завоевала бронзовые медали, на этот раз уступив сборным США и Канады.

## Семья
Муж — британский легкоатлет, специализировавшийся на барьерном беге, Гэри Оукс.